# تتسویا اوگورا
تتسویا اوگورا (انگلیسی: Tetsuya Ogura؛ زادهٔ ۲۶ اوت ۱۹۷۰) بازیکن فوتبال اهل ژاپن است.
از باشگاه‌هایی که در آن بازی کرده‌است می‌توان به باشگاه فوتبال گامبا اوساکا اشاره کرد.